# 増田屋銀次郎

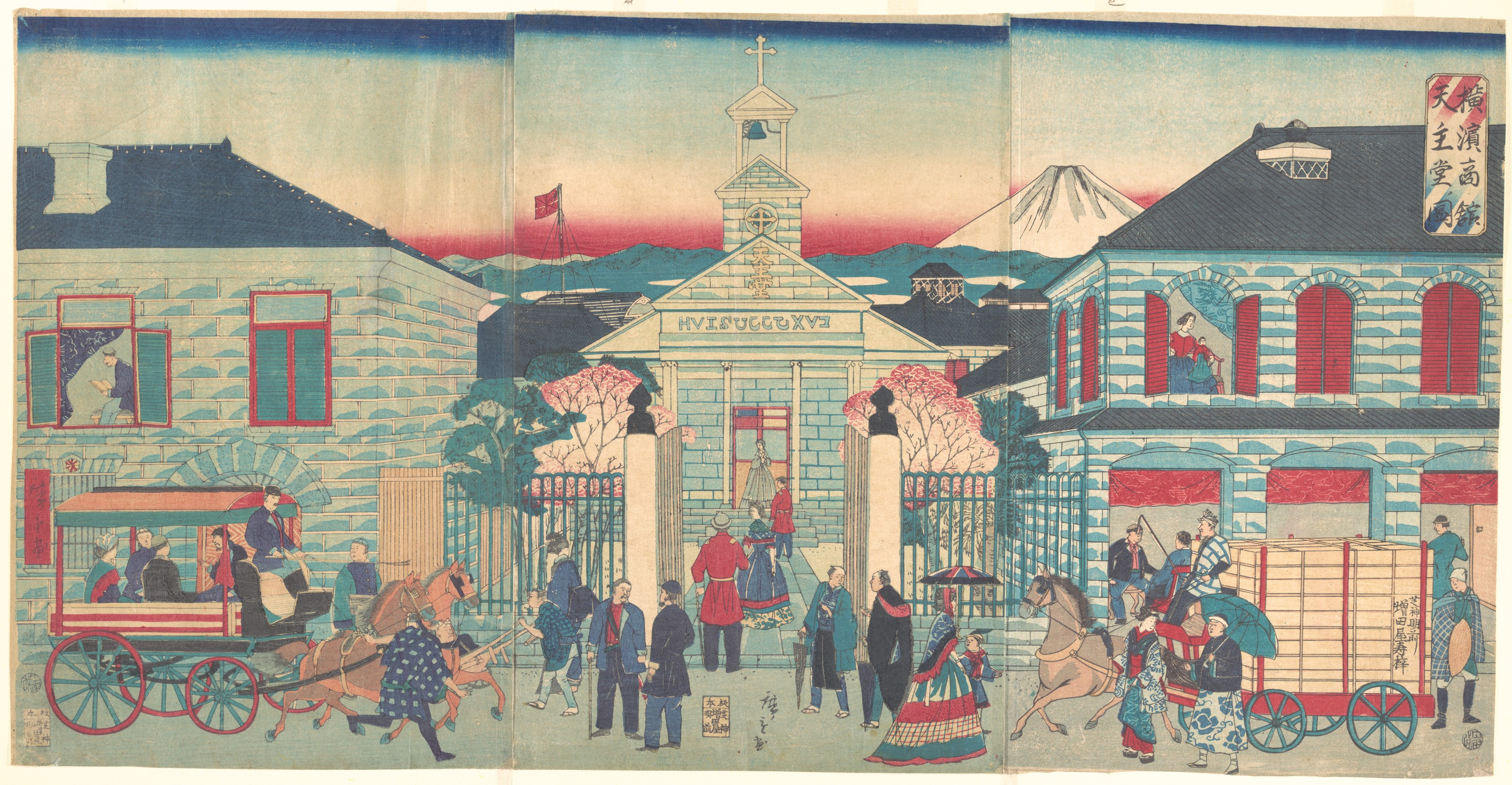
3代歌川広重 『横浜商館天主堂図』

増田屋 銀次郎（ますだや ぎんじろう、生没年不詳）は江戸時代末期から明治時代にかけての地本問屋。

## 来歴
増銀と略す。江戸の芝三島町の家主。天保から明治時代にかけて地本問屋を営業していた。地本草紙問屋仮組（新組）の一軒であった。歌川広重、歌川芳虎、月岡芳年、隅田了古、3代歌川広重、2代歌川国輝の錦絵を出版している。

## 作品
- 歌川広重 『諸国勝景』 中判10枚揃 天保後期
- 歌川広重 『東都名所』
- 歌川芳虎 『五行和哥』 大判 嘉永
- 月岡芳年 『甲陽川中島大合戦』 大判3枚続 慶応3年（1867年）
- 隅田了古 『東京市中にぎはひ之図』 大判2枚続 明治1年（1868年）
- 3代歌川広重 『横浜商館天主堂図』 大判3枚続 明治3年（1870年）
- 3代歌川広重 『フランス大曲馬』
- 3代歌川広重 『横浜海岸フランス役館之景』
- 2代歌川国輝 『東京高輪蒸気車鉄道之全図』 大判3枚続 明治5年（1872年）ころ